# Großtinamu
Der Großtinamu (Tinamus major), auch Großtao genannt, ist eine etwa 45 cm große Vogelart aus der Familie der Steißhühner (Tinamidae), die in Mittel- und Südamerika beheimatet ist.

## Aussehen
Der Großtinamu hat ein hellbraunes Bauchgefieder, welches am Kopf in Orange überläuft. Der Schnabel ist schwarz, die Kehle weiß. Das Unterbauchgefieder ist dunkelgrau bis braun. Die Beine sind grau.

## Lautäußerung
Die Hähne stoßen manchmal laute, flötenähnliche Rufe aus.

## Lebensraum

Verbreitungsgebiet des Großtinamus (grün)

Der Vogel lebt in den Nebelwäldern und Regenwäldern von Südmexiko, Brasilien und Bolivien.

## Lebensweise
Die Hähne leben in losen Gruppen mit mehreren Weibchen zusammen. Ihre Nahrung besteht hauptsächlich aus Beeren, Pflanzensamen und Insekten, welche sie am Boden suchen. Das Flugvermögen ist eingeschränkt und wird nur selten, z. B. bei der Flucht vor Feinden eingesetzt.

## Fortpflanzung

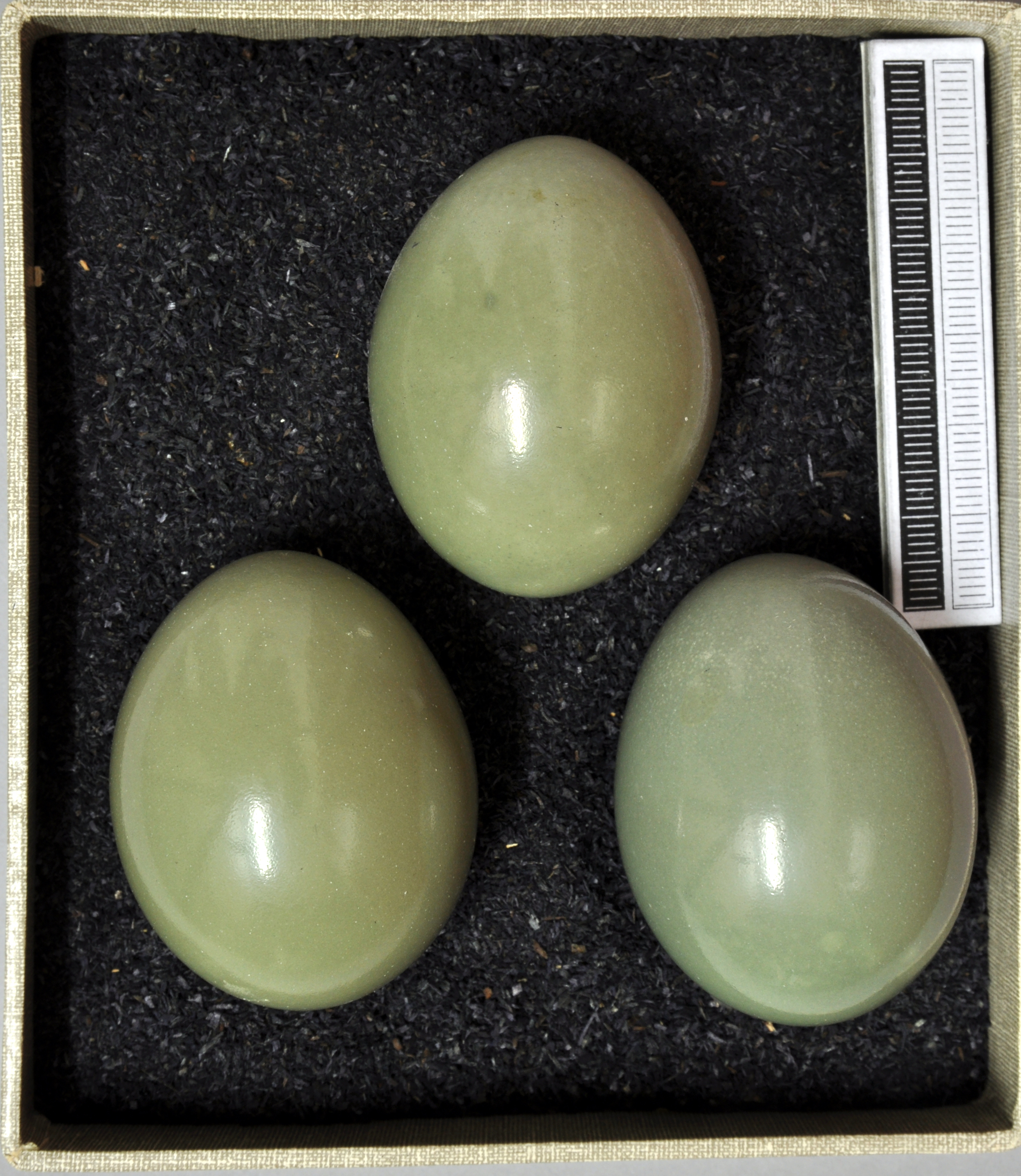
Gelege, Sammlung Museum Wiesbaden

Das Weibchen legt bis zu zwölf glänzende blaugrüne, manchmal auch rosafarbene Eier in ein Bodennest. Die Küken sind Nestflüchter und gehen schon nach einem Tag selbständig auf Nahrungssuche. Die Färbung der Jungen ist ein Tarnkleid in der Farbe Dunkelbraun.

## Bedrohung
Der Großtinamu ist durch die Zerstörung seines Lebensraumes in seinem Bestand bedroht. Es wurden Schutzgebiete für die Art eingerichtet. Die IUCN führt die Art in der Kategorie Near Threatened (potenziell gefährdet).